# Stanisław Kubista
Stanisław Kubista SVD (ur. 27 września 1898 w Kostuchnie obecnie dzielnicy Katowic, zm. 26 kwietnia 1940 w KL Sachsenhausen) – polski duchowny katolicki, werbista, błogosławiony Kościoła katolickiego.

## Życiorys

### Młodość

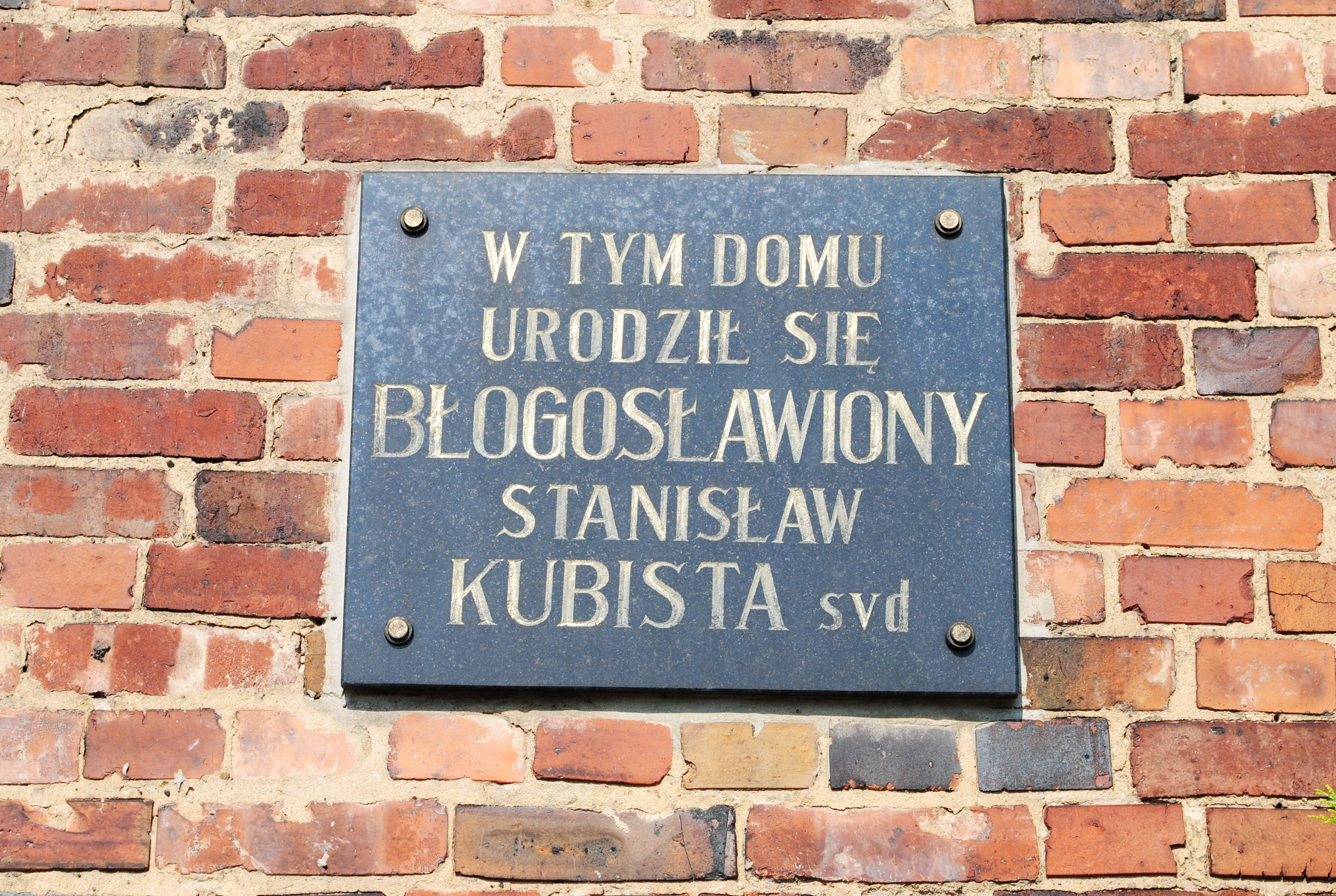
Tablica pamiątkowa na domu w którym urodził się Stanisław Kubista. Katowice Kostuchna

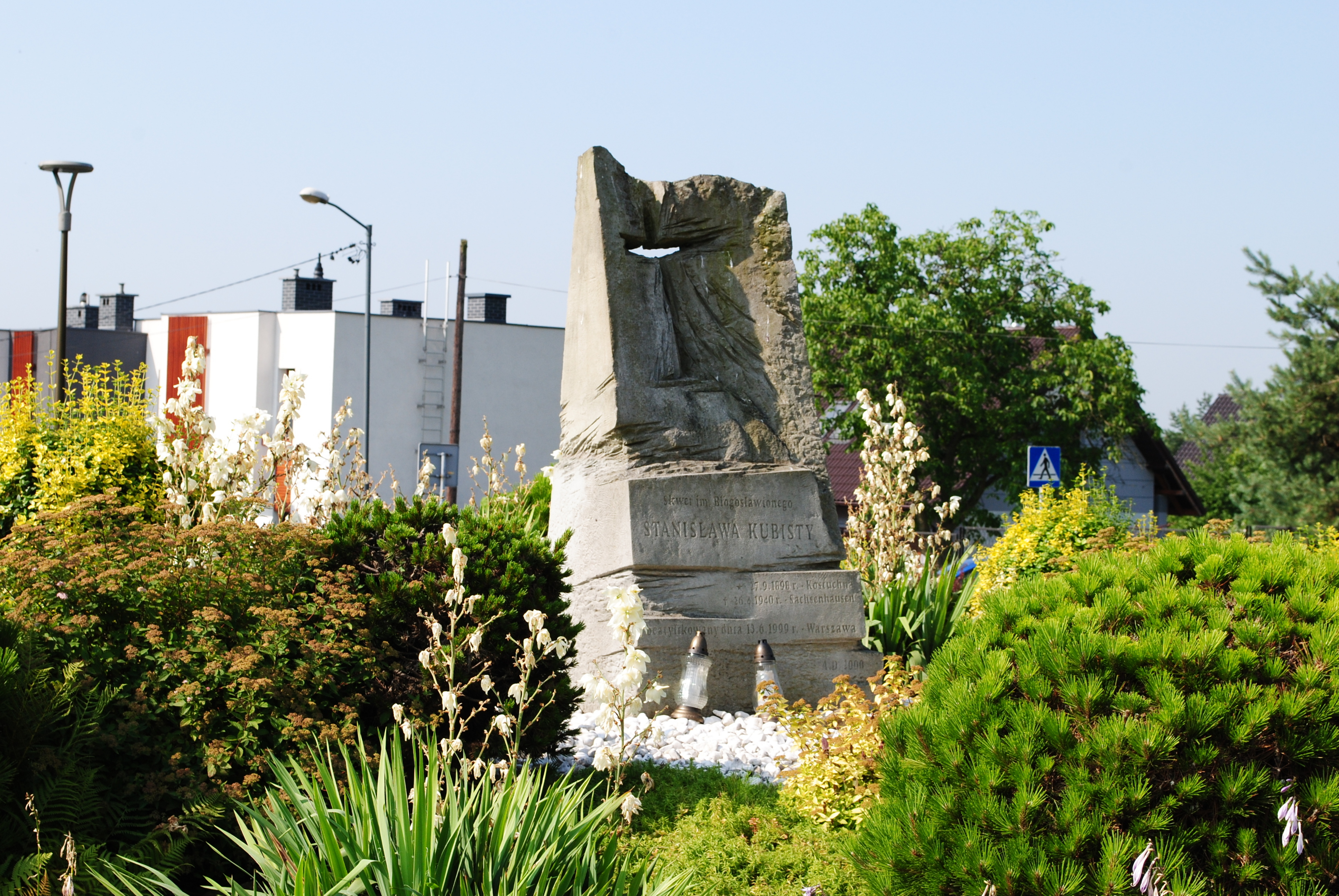
Pomnik Stanisława Kubisty w Katowicach na skwerze jego imienia

Był jednym z dziewięciorga dzieci robotnika leśnego Franciszka (1861–1938) i Franciszki (1866–1939) z domu Czempka, mieszkających w Kostuchnie obecnie dzielnicy Katowic. Urodził się w Kostuchnie 27 września 1898 roku. Został ochrzczony w kościele św. Wojciecha w Mikołowie. Kostuchna należała wówczas do parafii mikołowskiej. W 1912 roku Stanisław Kubista ukończył siedmioletnią szkołę powszechną i rozpoczął naukę w Niższym Seminarium Werbistów w Nysie. W 1917 powołana go do odbycia służby wojskowej w armii cesarskiej. Był radiotelegrafistą na froncie francuskim. Po rozwiązaniu garnizonu w 1919 roku został zwolniony i powrócił na Górny Śląsk. Kontynuował naukę u werbistów w Nysie, gdzie zdał maturę 30 czerwca 1920 roku.

### Życie zakonne i działalność
We wrześniu 1920 Stanisław Kubista wstąpił do nowicjatu werbistowskiego w St. Gabriel w Mödling w Austrii. Pierwsze śluby zakonne złożył w 1921 roku. W trakcie studiów filozoficzno-teologicznych w Międzynarodowym Seminarium Misyjnym złożył śluby wieczyste 29 września 1926 roku. Święcenia diakonatu przyjął 19 grudnia 1926 roku, zaś święcenia kapłańskie 26 maja 1927 roku w St. Gabriel. Msze prymicyjną odprawił 3 lipca 1927 roku w kościele św. Ludwika Króla w Panewnikach. Chociaż o. Kubista chciał wyjechać na misje, przełożeni skierowali go na roczne studia dziennikarskie.
Jesienią 1928 Stanisław Kubista zamieszkał w klasztorze w Górnej Grupie na Kociewiu, gdzie powierzono mu obowiązki ekonoma domu. W 1929 został ekonomem całej prowincji, dyrektorem wydawnictwa oraz redaktorem czasopism werbistowskich: „Naszego Misjonarza” oraz „Małego Misjonarza”. Był też asystentem mistrza nowicjatu. Doprowadził w 1931 roku do uruchomienia werbistowskiej drukarni w Górnej Grupie. Poświęcił ją 3 czerwca 1931 roku bp Stanisław Okoniewski. Ojciec Kubista publikował swoje teksty na łamach redagowanych i wydawanych przez siebie czasopism i kalendarzy katolickich: „Dzwonka Maryi”, „Posłańca św. Józefa”, „Skarbu Rodziny”, „Kalendarza Małego Misjonarza” oraz „Kalendarza Słowa Bożego”. Spod jego pióra wychodziły opowiadania i scenariusze grywanych przez uczniów przedstawień. Publikacje ozdabiane były jego własnymi rysunkami. Ojciec Kubista był współorganizatorem Muzeum Etnograficznego z eksponatami z Chin, Brazylii i Nowej Gwinei. W działalności duszpasterskiej był szczególnie cenionym spowiednikiem.

### Lata II wojny światowej
W październiku 1939 klasztor werbistów w Górnej Grupie został przejęty przez Wehrmacht. Utworzono obóz dla internowanych, do którego trafił o. Kubista. Zakonników przewieziono do obozu przejściowego Zivilgefangenenlager Neufahrwasser w Nowym Porcie (filii obozu w Stutthofie) 5 lutego 1940 roku. 9 kwietnia 1940 trafili do Sachsenhausen. Stanisław Kubista otrzymał numer obozowy 21154. Był skrajnie wyczerpany. Został zabity przez blokowego Hugo Krey’a, który zmiażdżył mu klatką piersiową i gardło, 26 lub 28 kwietnia 1940 roku. Ciało zostało spalone w obozowym krematorium.

## Twórczość
Pozostawił po sobie dramat misyjny „Krzyż i słońce” (wyd. Księgarnia Św. Wojciecha).

### Powieści
- „Królowa Matamby”
- „Brygida”
- „Róża Kijowska”
- „Dzwonek z Czarnohory”
- „Donna Gracja”
- „Wśród piasków Sahary”
- „W mrokach i światłości”

## Beatyfikacja
Beatyfikowany przez papieża Jana Pawła II w Warszawie 13 czerwca 1999 w grupie 108 polskich męczenników. W 2000 w Kostuchnie został wystawiony pomnik na skwerze jego imienia. Wspomnienie przypada 12 czerwca.